# Новая Сарата (Фалештский район)
Новая Сарата (рум. Sărata Nouă, Сэрата Ноуэ, Новая Сэрата) — село в Фалештском районе Молдавии. Наряду с сёлами Старая Сарата и Хитрешты входит в состав коммуны Старая Сарата.

## География
Село расположено на высоте 117 метров над уровнем моря.

## Население
По данным переписи населения 2004 года, в селе Новая Сэрата проживает 843 человека (414 мужчины, 429 женщин).
Этнический состав села:
| Национальность | Число жителей | Процентный состав |
| -------------- | ------------- | ----------------- |
| молдаване      | 825           | 97.86             |
| русские        | 10            | 1.19              |
| украинцы       | 4             | 0.47              |
| румыны         | 4             | 0.47              |
| Всего          | 843           | 100%              |